# توشیرو میفونه
توشیرو میفونه (三船 敏郎 Mifune Toshirō, ۱ آوریل ۱۹۲۰ – ۲۴ دسامبر ۱۹۹۷) بازیگر ژاپنی بود. وی در ۱۷۰ فیلم ایفای نقش کرده‌است.
او به خاطر همکاری با فیلم‌ساز برجسته ژاپنی آکیرا کوروساوا در ۱۶ فیلم بین سال‌های ۱۹۴۸–۱۹۶۵ شناخته شده‌است. از همکاری‌های او با کوروساوا می‌توان به فیلم‌های راشومون، هفت سامورایی، بالا و پایین، دژ پنهان، سریر خون، ریش‌قرمز و یوجیمبو اشاره کرد.
از آثار مطرح دیگر او می‌توان به بازی در سه‌گانه سامورایی ساخته هیروشی ایناگاکی در نقش موساشی میاموتو اشاره کرد.

## آغاز زندگی

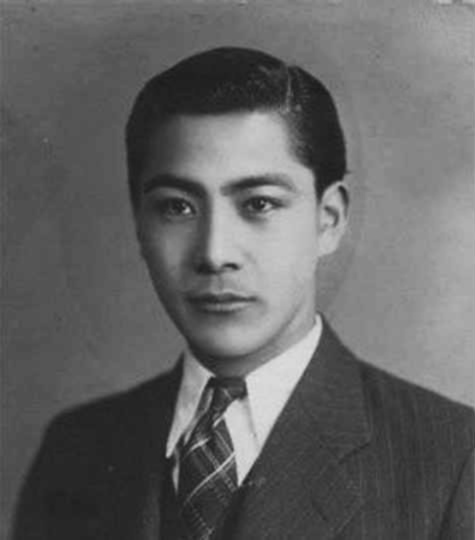
پرتره توشیرو میفونه بازیگر ژاپنی

توشیرو میفونه در ۱ آوریل ۱۹۲۰ در چینگدائو، شاندونگ در چین از پدر و مادری ژاپنی زاده شد. پدر و مادر او، میسیونر متدیستانی بودند که در آنجا کار می‌کردند. میفونه آغاز زندگی‌اش را با والدینش و دو خواهر و برادر کوچکش در دالیان، لیائونینگ، چین گذراند و از ۴ تا ۱۹ سالگی را نیز در منچوری سپری کرد.
در جوانی، وی در فروشگاه عکاسی پدرش توکوزو به کار پرداخت، پدر میفونه عکاس و وارد کنندهٔ تجاری‌ای بود که از شمال ژاپن مهاجرت کرده بود. پس از گذراندن اولین ۱۹ سال زندگی خود در چین، به عنوان یک شهروند ژاپنی، او به لشکر هوانوردی ارتش امپراتوری ژاپن فراخوانده شد؛ جایی که او در طول جنگ جهانی دوم در واحد عکاسی هوایی به خدمت پرداخت.

## کارهای اولیه
در سال ۱۹۴۷، یکی از دوستان میفونه که برای گروه عکاسی توهو کار می‌کرد میفونه را برای کار در بخش عکاسی پیشنهاد داد و آنها نیز او را برای پست دستیار فیلمبرداری پذیرفتند.
در آن زمان، تعداد زیادی از بازیگران شرکت توهو، پس از اعتصابی طولانی، برای تشکیل شرکت خود یعنی شین توهو کمپانی سابق خود را ترک کردند. پس از مدتی کمپانی توهو رقابتی را برای یافتن چهره‌های جدید و استعدادهای نو سازماندهی کرد. دوستان میفونه یک درخواست‌نامه و عکس از او را بدون دانستن خود او به کمپانی ارائه کردند. سرانجام او به همراه ۴۸ نفر دیگر (از بین تقریباً ۴۰۰۰ متقاضی) پذیرفته شد و مجاز شد یک آزمایش بازیگری زیر نظر کاجیو یاماموتو انجام دهد. در آنجا زمانی که از او میمیک خشم خواسته شد او از تجربیات دوران جنگش بهره برد. یاماموتو بازی میفونه را پسندید و او را به تانیگوچی سنکیچی که کارگردان بود پیشنهاد داد. این اتفاقات به اولین نقش میفونه در فیلم شین باکا جیدای منجر شد.
میفونه نخستین بار با آکیرا کوروساوا زمانی برخورد که توهو استودیوز، بزرگترین شرکت تولید فیلم در ژاپن، یک جستجوی عظیم برای یافتن استعدادها را انجام داد که طی آن صدها نفر از بازیگران مشتاق در مقابل یک تیم داوری مورد آزمایش قرار می‌گرفتند. کوروساوا در اصل قصد داشت این رویداد را نادیده بگیرد، اما وقتی هیدکو تاکامینه به او از یک بازیگر که امیدوارکننده به نظر می‌رسد گفت، توجه خود را نشان داد. کوروساوا بعداً نوشت که وقتی او وارد صحنه تست شد «مردی جوان را دید که در اطراف اتاق با شور و هیجانی خشن تلوتلو می‌خورد … آن صحنه اندازهٔ تماشای یک حیوان درندهٔ زخمی که سعی در بریدن ریسمانش دارد، ترسناک بود. من مبهوت شدم.» وقتی میفونه، خسته، صحنه را به پایان رساند، او نشست و به داوران نگاهی خیره و تهدیدگونه انداخت. او رقابت را باخت اما کوروساوا تحت تأثیر او قرار گرفت. او بعدها گفت: «من شخصاً به ندرت تحت تأثیر بازیگران قرار می‌گیرم اما در مورد میفونه من کاملاً غرق او شدم.»

## ازدواج
از جمله بازیگران شرکت‌کننده در رقابت بازیگریابی، و یکی از ۳۲ زن انتخاب شده در آن رقابت، ساچیکو یوشیمین نام داشت که زادهٔ خانواده‌ای مورد احترام و اهل توکیو بود. میفونه و ساچیکو به هم علاقه‌مند شدند و میفونه به زودی پیشنهاد ازدواج کرد.
تانیگوچی سنکیچی کارگردان با کمک آکیرا کوروساوا، خانواده یوشیمین را متقاعد کردند تا اجازه ازدواج را بدهند. مراسم عروسی در فوریه ۱۹۵۰ در کلیسای متدیست آئویاما گاکوئین برگزار شد. یوشیمین بودایی بود اما از آنجا که میفونه مسیحی بود، به عنوان یک سنت مسیحی ازدواج را در کلیسا برگزار کرد.
در ماه نوامبر همان سال، اولین فرزند میفونه یعنی شیرو زاده شد. در سال ۱۹۵۵، آنها پسر دوم خود یعنی تاکشی را به دنیا آوردند. دختر میفونه یعنی میکا نیز در سال ۱۹۸۲ از معشوقه‌اش یعنی میکا کیتاگاوا (که بازیگر بود) زاده شد.

## دوران درخشش
سیمای باوقار و خیره‌کننده، دامنهٔ بازی، کنار آمدن آسان و بدون مشکل با زبان‌های خارجی و همکاری طولانی مدت با آکیرا کوروساوای مورد تحسین، او را معروف‌ترین بازیگر ژاپنی زمان خود و شناخته شده‌ترین بازیگر [ژاپنی] برای مخاطبان غربی ساخته‌است. او اغلب تصویری از یک سامورایی یا رونین معمولاً خوش‌پوش و البته خشن و ناهموار را به تصویر می‌کشد (کوروساوا یک بار گفته بود که تنها ضعفی که می‌تواند از میفونه و توانایی‌های بازی‌اش بگوید «صدای خشن» اوست) که بر کلیشه‌های اشرافی‌مآبانه غلبه می‌کند. در فیلم‌هایی مانند هفت سامورایی و یوجیمبو، او شخصیت‌هایی را بازی می‌کرد که اغلب رفتاری نه‌چندان خوب داشتند، اما سرشار از خرد و تجربه عملی بودند و از مبالغه در نمایاندن این نجابت و اصالت خودداری می‌ورزیدند؛ و البته در یوجیمبو، توانایی و قدرت بی نظیر در جنگیدن. در سانجورو به‌طور ویژه‌ای این روحیه جنگجویی زمینی در برابر نزاکت معصومانه و گاه نالازم و مهرورزانهٔ سامورایی قرار می‌گیرد. کوروساوا یه سبب توانایی فوق‌العادهٔ میفونه در به تصویر کشیدن احساسات ناب برای او ارزش زیادی قائل بود و یک بار گفته بود که یک بازیگر معمولی ژاپنی ممکن است به ۱۰ فوت فیلم نیاز داشته باشد تا در نهایت تأثیر خود را بگذارد اما میفونه فقط به ۳ فوت نیاز داشت.

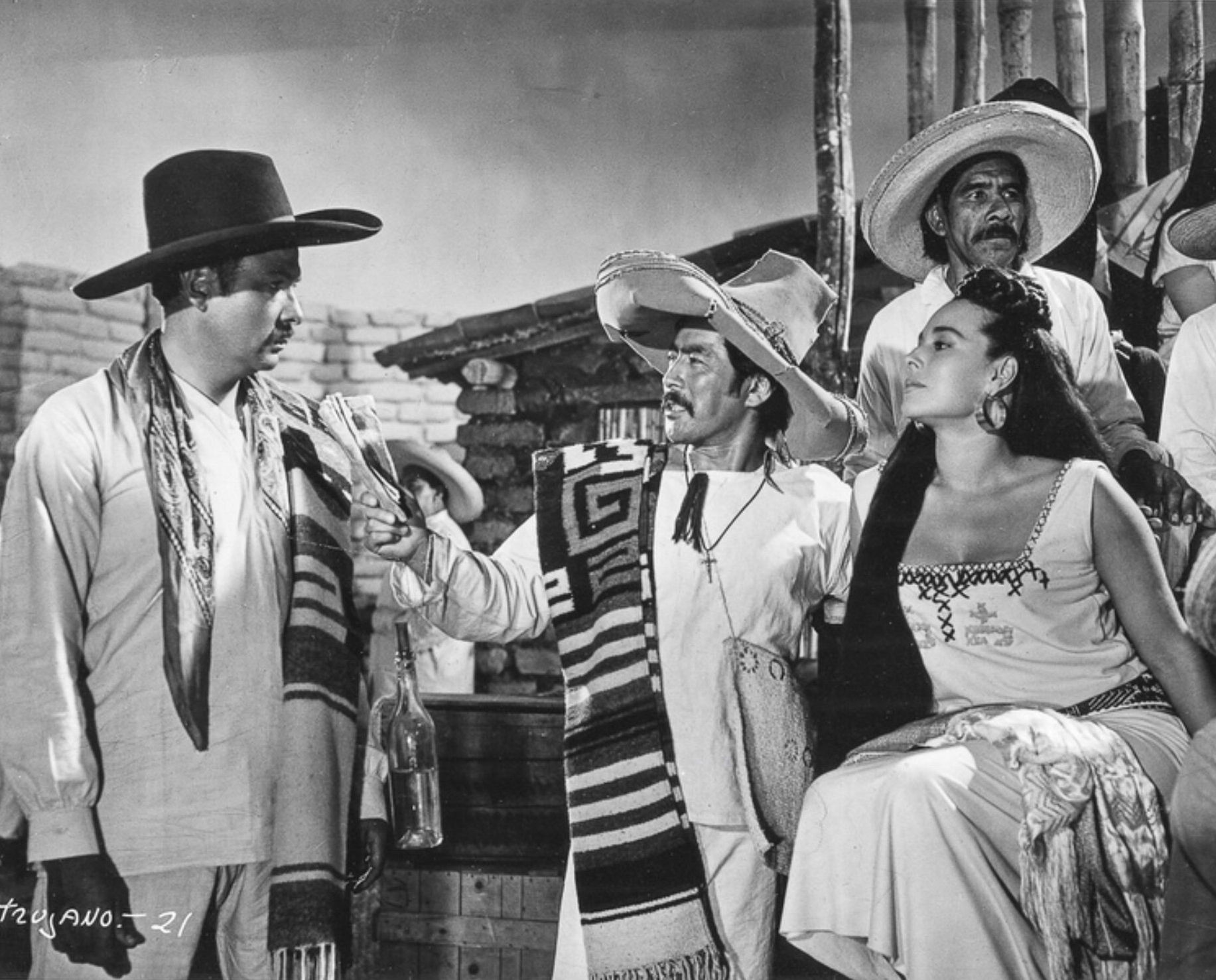
میفونه در فیلم مکزیکی انیماس تروخانو

او همچنین به خاطر تلاشهایی که برای رفتن در قالب نقش‌هایش انجام می‌داد شناخته شده‌است. برای آمادگی در فیلم‌های هفت سامورایی و راشومون، گفته شده‌است که او فیلم‌هایی از شیرها را در جنگل‌های وحشی دیده بود. برای انیماس تروخانو، او فیلم‌هایی از صحبت‌های بازیگران مکزیکی را دیده بود، تا بتواند دیالوگ‌های اسپانیایی خود را [بدون مشکل] بخواند.

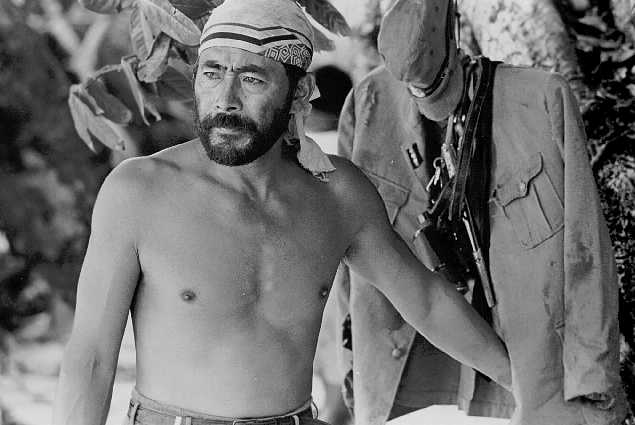
میفونه در هنگام فیلمبرداری از جهنم در اقیانوس آرام (۱۹۶۸)

میفونه به عنوان طلایه‌دار به تصویر کشیدن کهن‌الگوی «جنگجوی سرگردان» به‌شمار می‌آید که البته در طول همکاری با کوروساوا به تکامل رسید. مربی هنرهای رزمی او یوشیو سوگینو از تنشین کاتوری شینتو ریو بود. سوگینو رقص مبارزه برای فیلم‌هایی مانند هفت سامورایی و یوجیمبو را طراحی کرده بود و کوروساوا به بازیگران خود دستور می‌داد که به تقلید از حرکات و سبک او بپردازند.
کلینت ایست‌وود از اولین بازیگران [بسیاری] بود که این رونین سرگردان و بی‌نام را به عنوان شخصیتی برای فیلمهای خارجی اقتباس کرد به‌ویژه در وسترن‌های اسپاگتی با کارگردانی سرجو لئونه. به عنوان نمونه در فیلم مرد بدون نام، ایست‌وود شخصیتی شبیه به رونینِ به ظاهر بدونِ نامِ میفونه در فیلم یوجیمبو دارد.
میفونه همچنین می‌تواند به عنوان طلایه‌دار آرکی‌تایپ یاکوزا نیز شناخته شود؛ به سبب عملکردی که به عنوان یک گنگستر در فرشته مست کوروساوا در سال ۱۹۴۸ به جای گذاشت که اولین فیلم یاکوزایی دانسته می‌شود. اکثر شانزده فیلم کوروساوا-میفونه به عنوان آثار سینمای کلاسیک شناخته می‌شوند. آثاری که عبارتند از فرشته مست، سگ ولگرد، راشومون، هفت سامورایی، دژ پنهان، بالا و پایین، سریر خون (اقتباسی از مکبث شکسپیر)، یوجیمبو، و سانجیرو.
میفونه و کوروساوا در نهایت پس از ریش‌قرمز قرمز راهشان را از هم جدا کردند. عواملی چند سبب این شکاف شد که باعث گردید این همکاری حرفه ای به پایان برسد. اکثر معاصران میفونه در طول سال چندین فیلم گوناگون بازی می‌کردند. از آنجایی که ریش قرمز نیاز به رشد ریش طبیعی میفونه داشت - لازم بود آن را در سراسر فیلم‌برداری دو ساله حفظ کند؛ لذا، او نمی‌توانست در طول تولید در فیلمهای دیگری بازی کند. این امر میفونه و شرکت تجاری تولیدی او را به شدت بدهکار کرد و سبب ایجاد اختلاف بین او و کوروساوا شد. اگرچه ریش قرمز برای فروش خانگی در ژاپن و اروپا طراحی شده بود، که به میفونه کمک می‌کرد مقداری از زیان‌های خود را جبران کند اما پس از آن مسیر میفونه و کوروساوا متفاوت از هم بود. پس از عرضه فیلم، زندگی کاری میفونه و کوروساوا مسیر گوناگونی را طی کرد: میفونه همچنان از موفقیت در سری فیلمهایش با مضمون‌های سامورایی و مبارزه (شورش، سامورایی قاتل، امپراتور و ژنرال) بهره‌مند می‌شد. در مقابل، خروجی و بازدهٔ فیلم‌های کوروساوا از بین رفت و پاسخ‌های متفاوتی را نسبت به فیلم‌هایش به دست می‌آورد. در طول این زمان، کوروساوا تلاشی [ناموفق] برای خودکشی کرد. در سال ۱۹۸۰، میفونه با نقش لرد توراناگا در مینی‌سریال تلویزیونی شوگون توانست محبوبیتی را در میان مخاطبان آمریکایی نیز به دست آورد. با این حال، کوروساوا برای موفقیت دوست دور از وطنش ابراز خوشحالی نکرد و به‌طور عمومی اظهاراتی استهزاءآمیز در مورد شوگون بیان کرد.
طبق گفته‌های دختر میفونه او پیشنهاد جورج لوکاس برای بازی شخصیت دارت ویدر یا اوبی‌وان کنوبی را رد کرده بود.

## اواخر زندگی و مرگ
در اوایل دهه ۱۹۸۰ میفونه یک مدرسه بازیگری تأسیس کرد (Mifune Geijutsu Gakuin ،三船芸術学院). مدرسه پس از سه سال به دلیل مدیریت مالی نادرست ناموفق ماند. میفونه پس از بازی توراناگا در مینی سریال تلویزیونی شوگون در غرب تحسین فراوانی یافت. رابطه بین کوروساوا و میفونه همچنان دوگانه باقی ماند. در حالی که کوروساوا نظرات بی‌رحمانه‌ای دربارهٔ بازی‌های میفونه بیان می‌کرد اما همچنان در مجله اینترویو اذعان کرده بود که «تمام فیلم‌هایی که من با میفونه ساخته‌ام، بدون او وجود نمی‌داشتند». او همچنین جایزه کاوازیتا که خودش دو سال قبل به دستش آورده بود را به میفونه ارائه کرد. آنها در نهایت در سال ۱۹۹۳ در مراسم خاکسپاری دوستشان، ایشیرو هوندا با یکدیگر آشتی نمودند. پس از چشم در چشم شدنی کوتاه، آنها گریان یکدیگر را در آغوش گرفتند و به تقریباً سه دهه دوری جستن متقابل پایان دادند. آنها پس از آن هرگز دوباره همکاری نکردند و همچنین فرصتی برای به دست آوردن دوستی پیشین خود به‌طور کامل نیافتند و هر دوی آنها در طی حدود یک سال درگذشتند.

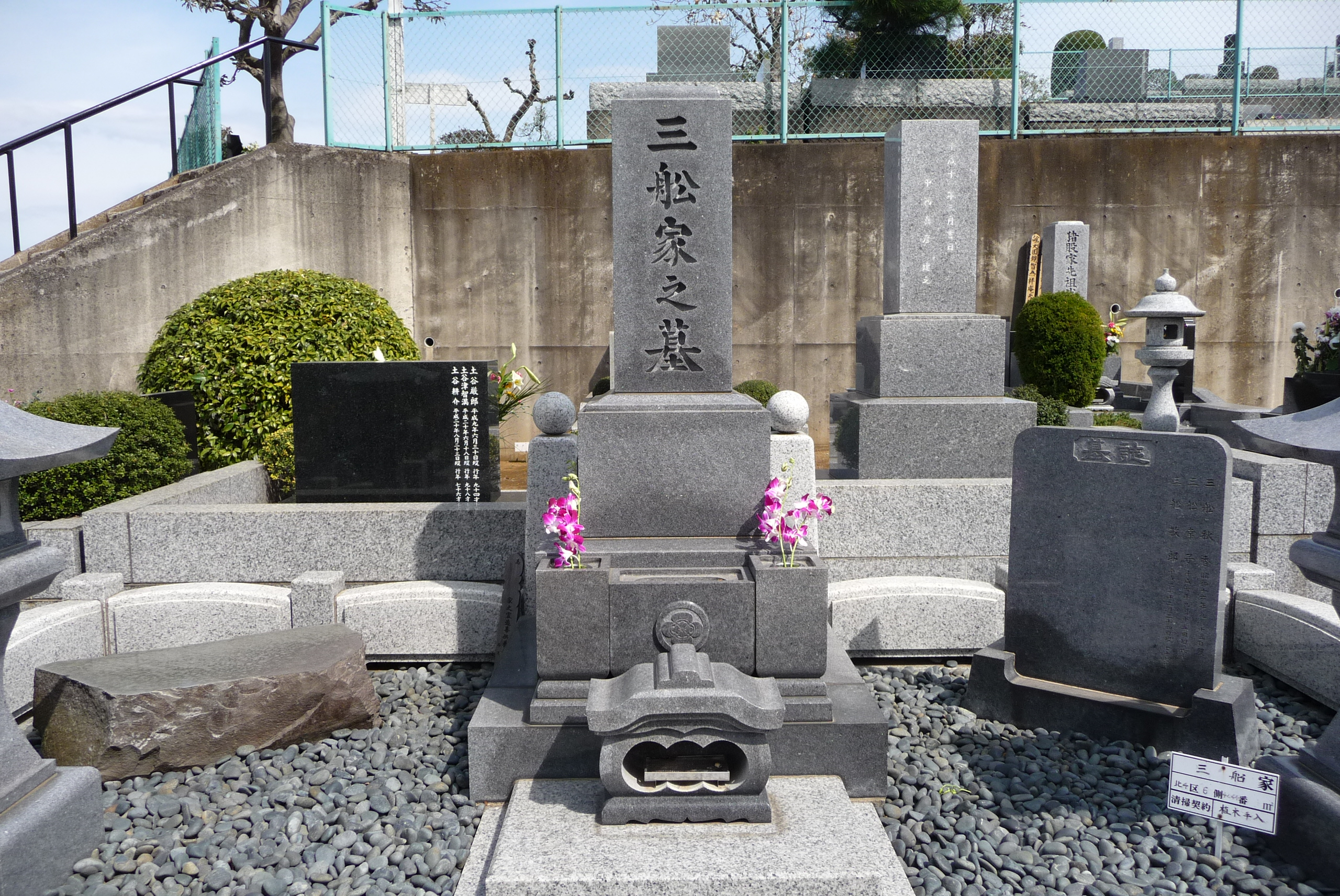
آرامگاه خانوادگی میفونه در کاواساکی، کاناگاوا

در سال ۱۹۹۲ میفونه دچار مشکلی جدی و ناشناخته برای سلامتی‌اش شد. منابع گوناگونی می‌گویند که او به سبب کار بیش از حد سلامت خود را از دست داد و دچار سکته قلبی یا سکته مغزی شد. به هر حال، او به‌طور ناگهانی از زندگی عمومی دوری کرد و عمده زندگی‌اش محدود به خانه‌اش شد و همسرش ساچیکو از او مراقبت می‌کرد. هنگامی که او در سال ۱۹۹۵ به سرطان لوزالمعده دچار شد، وضعیت فیزیکی و روانی میفونه رو به وخامت نهاد. در شب کریسمس سال ۱۹۹۷، او در میتاکا، توکیو به سبب نارسایی‌های گوناگون اعضای بدنش در سن ۷۷ سالگی فوت کرد. از او دو پسر، یک دختر، یک نوه پسری و دو نوه دختری به جای مانده بود.

### افتخارات
میفونه در سالهای ۱۹۶۱ و ۱۹۶۵ دو بار برنده جایزه جام ولپی بهترین بازیگر مرد شد. میفونه در سال ۱۹۸۶ برنده مدال افتخار با روبان بنفش شد. او در سال ۱۹۷۳ عضو هیئت داوران در هشتمین جشنواره بین‌المللی فیلم مسکو شد. در سال ۱۹۷۷ نیز عضو هیئت داوران در دهمین جشنواره فیلم بین‌المللی مسکو شد.
در تاریخ ۱۴ نوامبر ۲۰۱۶، میفونه یک ستاره را در پیاده‌روی مشاهیر هالیوود برای نقش‌هایش در صنعت فیلمسازی، واقع در بلوار ۶۹۱۲ هالیوود دریافت کرد.

## نقل قول‌های شخصی
توشیرو میفونه در مورد آکیرا کوروساوا گفته بود: «من به هیچ چیز دیگری به جز کارهایی که با او انجام داده‌ام، افتخار نمی‌کنم.»
| " | در وجود میفونه نوعی از استعداد وجود داشت که من هرگز قبل از آن در جهان فیلم‌های ژاپنی با آن مواجه نشده بودم. بالاتر از همه، سرعت مبهوت کنندهٔ او در نشان دادن آن [استعداد] بود. یک بازیگر معمولی ژاپنی ممکن است به ۱۰ فوت فیلم نیاز داشته باشد تا در نهایت تأثیر خود را بگذارد اما میفونه فقط به ۳ فوت نیاز داشت. سرعت بازی او به حدی بود که سکانسی که او با یک اجرا بازی می‌کرد سکانسی بود که یک بازیگر عادی برای اجرایش به سه ضبط مجزا نیاز داشت. او همه چیز را به‌طور مستقیم و با شجاعت بیان کرد، و زمان‌شناسی دقیق او سخت‌کوشانه‌ترین صفتی بود که تا به حال در یک بازیگر ژاپنی دیده‌ام. با این حال، با وجود تمام این توانایی‌ها، او احساسات شگفت‌انگیزی هم داشت. - آکیرا کوروساوا، چیزی شبیه یک زندگینامه. | " |

## گزیده فیلم‌شناسی
- فرشته مست (۱۹۴۸)
- سگ ولگرد (۱۹۴۹)
- رسوایی (۱۹۵۰)
- راشومون (۱۹۵۰)
- ابله (۱۹۵۱)
- زندگی اوهارو (۱۹۵۲)
- هفت سامورایی (۱۹۵۴)
- سامورائی ۱: موساشی میاموتو (۱۹۵۴)
- سامورایی ۲: دوئل در معبد ایچی‌جوجی (۱۹۵۵)
- سامورائی ۳: دوئل در جزیره گان‌ریو (۱۹۵۶)
- سریر خون (۱۹۵۷)
- دژ پنهان (۱۹۵۸)
- یوجیمبو (۱۹۶۱)
- سانجورو (۱۹۶۲)
- بهشت و دوزخ (۱۹۶۳)
- سامورایی قاتل (۱۹۶۵)
- ریش قرمز (۱۹۶۵)
- جایزه بزرگ (۱۹۶۶)
- شورش سامورایی (۱۹۶۷)
- آفتاب سرخ (۱۹۷۱)
- ۱۹۴۱ (۱۹۷۹)
- مبارزه (۱۹۸۲)
- شاهزاده خانمی از ماه (۱۹۸۷)